# Coeloglossum viride
Coeloglossum viride es una especie de orquídea  estrechamente relacionadas con el género Dactylorhiza en el que estaban incluidas anteriormente.  Es la especie de orquídeas con un ámbito de distribución más extenso, se encuentran por todo el hemisferio Norte templado, llegando hasta Islandia y Groenlandia. Son de hábitos terrestres y tienen tubérculos.

## Etimología
El nombre Coeloglossum procede de las palabras griegas "coelo" (hueco, hoyo) y "glossum" (lengua). Esto es por la forma del labelo que tiene un hoyo en su base.

"Viride" = "verde" por el color predominante en la flor. 

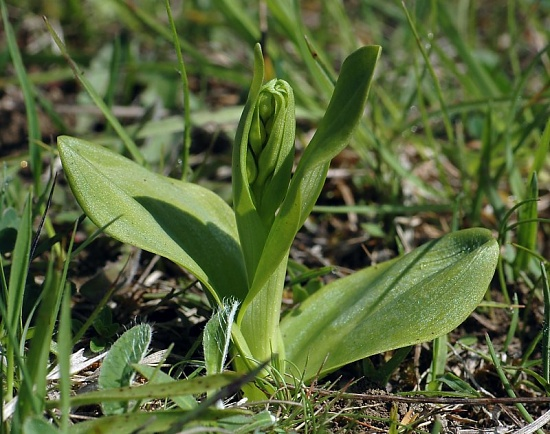
Coeloglossum viride
planta con brotes

## Sinónimos
- Dactylorhiza viridis (L.) R.M.Bateman, Pridgeon & M.W.Chase 1997

| - Chamorchis viridis Dumort. 1827 - Coeloglossum bracteatum (Willd.) Parl. 1850 - Coeloglossum bracteatum (Willd.) Schltr. 1920 - Coeloglossum erdingeri A.Kern. 1864 - Coeloglossum islandicum (Lindl.) Kom. 1927 - Coeloglossum vaillantii Schur 1866. - Coeloglossum viride subsp. bracteatum (Muhl.) Soó - Coeloglossum viride subsp. bracteatum (Willd.) Hultén - Coeloglossum viride var. bracteatum (Willd.) Rchb.f. - Coeloglossum viride var. islandicum (Lindl.) Schulze 1898 - Coeloglossum viride var. virescens (Muhl. ex Willd.) Luer 1975 - Entaticus viridis (L.) Gray 1821 - Gymnadenia bracteata (Willd.) C.Presl 1827 - Gymnadenia viridis (L.) Rich. 1818 | - Habenaria bracteata (Willd.) R.Br 1813 - Habenaria viridis R.Br. 1813 - Habenaria viridis var. bracteata (Willd.) A.Gray 1867 - Himantoglossum viride (L.) Rchb. 1830 - Orchis bracteata Willd. 1805 - Orchis viridis Crantz 1769 - Peristylus islandicus Lindl. 1835 - Peristylus viridis (L.) Lindl. 1835 - Platanthera bracteata Torr. 1843 - Platanthera viridis Lindl. 1829 - Satyrium alpinum F.W.Schmidt 1893 - Satyrium ferrugineum F.W.Schmidt 1893 - Satyrium fuscum Huds. 1761 - Satyrium lingulatum Vill. 1779 - Satyrium viride L. 1753 - Sieberia viridis (L.) Spreng. 1817 |

## Nombre común
- Castellano: orquídea de la rana

## Distribución y hábitat

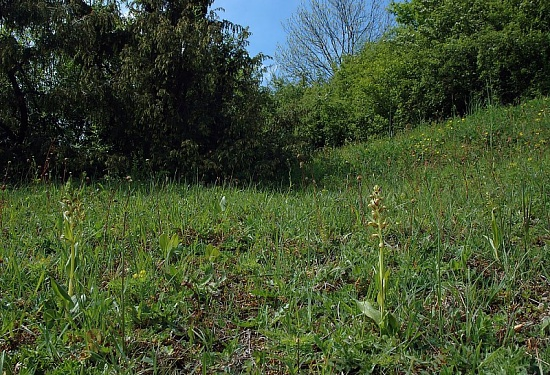
Coeloglossum viride
Hábitat Alemania Hesse.

Estas orquídeas se encuentran distribuidas a lo largo de la zona subartica y la parte templada del hemisferio Norte: en Europa, desde Escandinavia al norte de África; incluso en Madeira, Islandia, Oeste de Asia, Norte de Asia, los Himalayas, Norteamérica y también en Alaska.

## Descripción
Estas orquídeas terrestres se desarrollan en suelos básicos y prados húmedos, linderos de bosques y en áreas donde la arboleda está clareando. Tienen tubérculos geófitos. En estos gruesos tallos subterráneos pueden almacenar gran cantidad de agua, que les permitan sobrevivir en condiciones de sequía.  
Poseen grandes hojas ovoides ú oblongas que cambian a lanceoladas en la parte superior cerca del ápice. Desarrollan un tallo corto que alcanza una altura de 3-4 dm. Las hojas de la parte superior son más pequeñas que las hojas más bajas del tallo.     
La inflorescencia, es una espiga cilíndrica, con unas 5-25 flores pequeñas con fragancia. Estas se desarrollan a partir de unos capullos axilares. Los colores predominantes son gradaciones del verde. Florecen a finales de primavera o en verano.                                                       
Su sistema de polinización normalmente entomógamo, pero al estar desprovistas de néctar tienen que recurrir al mismo mecanismo de atracción que presentan otras orquídeas, como es el caso del género Orchis,  que para atraer a los polinizadores las flores tienen que adquirir la apariencia de flores nectaríferas.

## Especies deCoeloglossum
Hay muchas especies que se fertilizan de forma cruzada, dando lugar a una enorme cantidad de variaciones que complican su clasificación.
Especie tipo: Coeloglossum viride (L. Hartm. (1820)
- Coeloglossum viride orquídea rana
  - Coeloglossum viride var. islandiacum (Lindl.) Schulze 
  - Coeloglossum viride var. virescens (Muhl. ex Willd.) Luer 1975
  - Coeloglossum viride var. viride
    - Coeloglossum viride ssp. bracteatum (Willd.) Richter 1890. (Orquídea sátiro)
    - Coeloglossum viride ssp. coreanum (Nakai) Samtoi 1969

## Híbridos
También se pueden hibridar con especies de otros géneros dando lugar a nuevas especies híbridas:
- × Dactyloglossum P.F.Hunt & Summerh. 1965 (Coeloglossum × Dactylorhiza) 
  - × Dactyloglossum conigerum (Norman) Rauschert 1973 (Coeloglossum viride × Dactylorhiza maculata)
  - × Dactyloglossum dominianum (E.G. Camus, Bergon & A. Camus) Soó 1966 (Coeloglossum viride × Dactylorhiza maculata)
  - × Dactyloglossum drucei (Camus) Soó 1966 (Coeloglossum viride × Dactylorhiza maculata)
  - × Dactyloglossum erdingeri (Kerner) Janchen 1966 (Coeloglossum viride × Dactylorhiza sambucina)
  - × Dactyloglossum guilhotii (E.G. Camus, Bergon & A. Camus) Soó in Soó & Borsos 1966 (Coeloglossum viride × Dactylorhiza incarnata)
  - × Dactyloglossum mixtum (Ascherson & Graebner) Rauschert 1969 (Coeloglossum viride × Dactylorhiza fuchsii)

- × Gymnaglossum Rolfe 1919 (Coeloglossum × Gymnadenia)
  - × Gymnaglossum jacksonii (Quirk) Rolfe 1919 (Coeloglossum viride × Gymnadenia conopsea)
  - × Gymnaglossum quirkii Camus 1928 (Coeloglossum viride × Gymnadenia conopsea)

- × Coeloplatanthera Ciferri & Giacomini 1950 (Coeloglossum × Platanthera) 
  - × Coeloplatanthera brueggeri Ciferri & Giacomini 1950  (Coeloglossum viride × Platanthera chlorantha)
- Coeloglossum viride × Dactylorhiza maculana × Dactyloglossum drucei (Camus) Soó